# Octave Camille Bérenger
Pour les articles homonymes, voir Bérenger.
Octave Camille Bérenger est un homme politique français né le 11 février 1815 à Monts-sur-Guesnes (Vienne), commune où il est mort le 9 mars 1895.
Avocat à Loudun, il est député de la Vienne de 1848 à 1849, siégeant avec les républicains partisans du général Cavaignac.

## Sources
- « Octave Camille Bérenger », dans Adolphe Robert et Gaston Cougny, Dictionnaire des parlementaires français, Edgar Bourloton, 1889-1891 [détail de l’édition]